# Socialismo agrário
Socialismo agrário é uma ideologia política que combina um modo de vida agrário com um sistema econômico socialista.

## Descrição
Quando comparados aos sistemas socialistas padrão geralmente urbanos/industriais e mais progressistas em termos de orientação social, muitos movimentos socialistas agrários tendem a ser rurais (com ênfase na descentralização e formas não estatais de propriedade coletiva),  localmente focados, e tradicionais/conservadores.
O socialismo agrário aplica-se a dados demográficos predominantemente pré-industriais e não urbanizados. A ênfase dos socialistas agrários é, portanto, o controle, a propriedade e a utilização da terra em vez de outros meios de produção.
Um movimento do século XVII chamado os escavadores baseou suas ideias sobre o comunismo agrário.

## Os populistas russos e o Partido Socialista Revolucionário

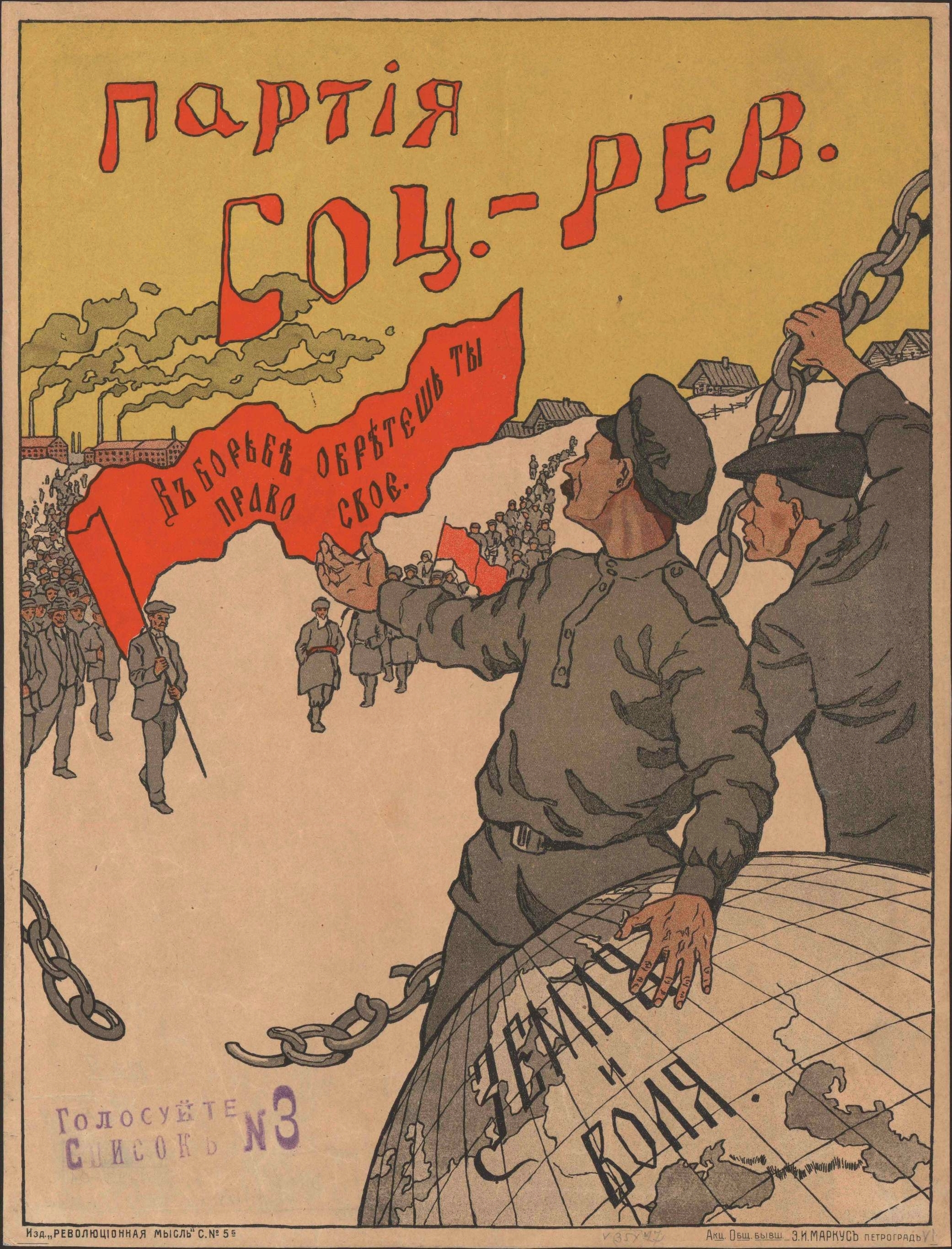
Cartaz eleitoral Socialista-Revolucionário em 1917. A legenda em vermelho diz "партия соц-рев" (em russo), abreviação do Partido Socialista Revolucionário. A bandeira traz o lema do partido "В борьбе обретешь ты право свое" ("Em luta, você toma seus direitos"), e o globo tem o slogan "земля и воля" ("Terra e liberdade") expressando a ideologia socialista agrária do partido

O Partido Socialista Revolucionário foi um grande partido político na Rússia do início do século XX e uma peça-chave na Revolução Russa. Após a Revolução de Fevereiro de 1917, compartilhou o poder com outras forças socialistas democráticas e liberais dentro do Governo Provisório Russo. Em novembro de 1917, ganharam uma pluralidade do voto nacional nas primeiras eleições democráticas da Rússia (para a Assembléia Constituinte Russa), mas logo se separou e a facção restante deste partido que permaneceu leal a Alexander Kerensky foi derrotada e destruída pelos bolcheviques no decorrer da Guerra Civil Russa e subsequente perseguição.
A ideologia do partido foi construída sobre o fundamento filosófico do movimento narodnik, populistas da Rússia dos anos 1860-1870 e sua visão de mundo desenvolvida principalmente por Aleksandr Herzen e Piotr Lavrov. Após um período de declínio e marginalização na década de 1880, a escola populista/narodnik sobre mudança social na Rússia foi revivida e substancialmente modificada por um grupo de escritores e ativistas conhecidos como neonarodnikis (neo-populistas), particularmente Victor Chernov. Sua principal inovação foi um diálogo renovado com o marxismo e a integração de alguns dos principais conceitos marxistas em seu pensamento e prática. Desta forma, com o surto econômico e a industrialização na Rússia na década de 1890, eles tentaram ampliar seu apelo para atrair a força de trabalho urbana em rápido crescimento para seu programa tradicionalmente orientado aos camponeses. A intenção era ampliar o conceito de "pessoas" para que incluísse todos os elementos da sociedade que se opunham ao regime czarista.
O programa do partido era socialista democrático e de natureza socialista agrária; ganhou muito apoio entre o campesinato rural russo, que em particular apoiou seu programa de socialização da terra em oposição ao programa bolchevique de nacionalização da terra, a divisão de terra para arrendatários camponeses em vez da coletivização na gestão estatal. A sua plataforma política diferia da do Partido Operário Social-Democrata Russo — bolchevique e menchevique — na medida em que não era oficialmente marxista (embora alguns de seus ideólogos se considerassem como tais); os Socialistas Revolucionários acreditavam que o "campesinato trabalhador", bem como o proletariado industrial, seria a classe revolucionária na Rússia. Enquanto os Sociais Democratas russos definiram a participação em classe em termos de propriedade dos meios de produção, Chernov e outros teóricos dos Socialistas Revolucionários definiram a participação em classe em termos de extração da mais-valias do trabalho. Na primeira definição, os agricultores de subsistência de pequena propriedade que não empregam mão-de-obra assalariada são, como proprietários de suas terras, membros da pequena burguesia; na segunda definição, eles podem ser agrupados com todos os que fornecem, ao invés de comprar, força de trabalho e, portanto, com o proletariado como parte da "classe trabalhadora". Chernov, no entanto, considerou o proletariado a "vanguarda", com o campesinado formando o "corpo principal" do exército revolucionário.

## Notes
1. ↑  Campbell 2009, pp. 127–129.
2. ↑  Goldstein, Bernard (2016). Twenty Years with the Jewish Labor Bund: A Memoir of Interwar Poland. West Lafayette, IN: Purdue University Press. p. 69
3. ↑  White, Elizabeth (2010). The Socialist Alternative to Bolshevik Russia: The Socialist Revolutionary Party, 1921-39. Abingdon, RU: Routledge. p. 2. ISBN 978-0-415-43584-0
4. ↑  Hildermeier, M., Die Sozialrevolutionäre Partei Russlands. Cologne 1978.